# 艾德尔森环形山
艾德尔环形山（Idelʹson）是位于月球背面南极区一座古老的大撞击坑，约形成于45.5-39.2亿年前的前酒海纪，其名称取自前苏联天体物理学家、物理及数学史专家瑙姆·伊里奇·艾德尔森(Naum Ilyich Idelson，1885年-1951年)，1970年被国际天文学联合会批准接受。

## 描述
该陨坑位于巨大的薛定谔环形山西南，西侧毗邻海代尔瓦里环形山、北面横跨了甘斯文特环形山、尼菲德耶环形山夫位于它的东侧、而西南则坐落了阿蒙森环形山。该陨坑中心月面坐标为81°21′S 112°41′E / 81.35°S 112.69°E，直径59.8公里，深度2.7公里。
艾德尔环形山的轮廓不太规则，北侧边缘被更大的甘斯文特环形山所覆盖，这与月球上一般小陨坑重叠在大陨坑上的次序正相反。甘斯文特环形山的外侧坡几乎占据了它一半的坑底，并抵近中心点。剩余坑底和坑壁上部分覆盖着溅射物，形成一处圆状、崎岖的地表。残存的外侧壁仍然清晰，且没有覆盖任何较醒目的撞击坑。坑壁平均高出周边地形1210米，内部容积约为3049公里3。坑内地表凹凸不平，显示有一些小山丘和小陨坑，最大的撞击坑是靠近东侧内壁的一座微型坑。
由于太阳光只能以很低的角度斜射到坑内，因此，该陨坑的北部坑底几乎全天都笼罩在阴影中。

## 卫星陨石坑
按惯例，最靠近艾德尔环形山的卫星坑在月图上以字母标注在该坑中心点的旁边。

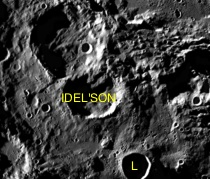
LAC-144 区域图

| 艾德尔 | 纬度    | 经度     | 直径    |
| ------ | ------- | -------- | ------- |
| L      | 84.2° S | 115.8° E | 28 公里 |

## 另请参阅
- Andersson, L. E.; Whitaker, E. A. . NASA RP-1097. 1982.
- Blue, Jennifer. . USGS. July 25, 2007  [2007-08-05]. （原始内容存档于2018-12-25）.
- Bussey, B.; Spudis, P. . New York: Cambridge University Press. 2004. ISBN 978-0-521-81528-4.
- Cocks, Elijah E.; Cocks, Josiah C. . Tudor Publishers. 1995. ISBN 978-0-936389-27-1.
- McDowell, Jonathan. . Jonathan's Space Report. July 15, 2007  [2007-10-24]. （原始内容存档于2018-12-25）.
- Menzel, D. H.; Minnaert, M.; Levin, B.; Dollfus, A.; Bell, B. . Space Science Reviews. 1971, 12 (2): 136–186. Bibcode:1971SSRv...12..136M. doi:10.1007/BF00171763.
- Moore, Patrick. . Sterling Publishing Co. 2001. ISBN 978-0-304-35469-6.
- Price, Fred W. . Cambridge University Press. 1988. ISBN 978-0-521-33500-3.
- Rükl, Antonín. . Kalmbach Books. 1990. ISBN 978-0-913135-17-4.
- Webb, Rev. T. W.  6th revised. Dover. 1962. ISBN 978-0-486-20917-3.
- Whitaker, Ewen A. . Cambridge University Press. 1999. ISBN 978-0-521-62248-6.
- Wlasuk, Peter T. . Springer. 2000. ISBN 978-1-85233-193-1.